# Ernesto Hermoza
Ernesto Hermoza Denegri (Acarí, 24 de septiembre de 1943-2 de octubre de 2022) fue un presentador cultural de televisión y locutor peruano. Fundador del programa Presencia cultural.

## Biografía
En 1983 comenzó en un noticiero nocturno Telediario. Dirigió y condujo el programa Corazón serrano, basada en la canción del mismo nombre. En 1982 fundó, dirigió y condujo el programa Presencia cultural por 36 años de trayectoria ininterrumpida, destacó por su personalidad de intermediario.
En 2001 fue presidente del Instituto Nacional de Radio y Televisión del Perú que dotó al canal del Estado su valor cultural.
Continuó como presentador de Golpe a tierra, programa de música tradicional, que se emitió en Radio Filarmonía. Su estado de salud empezó a deteriorarse en 2016, para 2018 Hermoza estuvo postrado en una cama por problema de salud.
Falleció el 2 de octubre de 2022.

## Programas de televisión conducidos por él
- Presencia cultural - TV Perú (desde 1984)
- Corazón serrano
- Perú, tradición y realidad